# Heliotropium europaeum
Heliotropium europaeum é uma espécie de planta com flor pertencente à família Boraginaceae. 
A autoridade científica da espécie é L., tendo sido publicada em Species Plantarum 1: 130. 1753.
Os seus nomes comuns são erva-das-verrugas, tornassol, tornassol-com-pêlos, verrucária ou verrucária-peluda.

## Portugal
Trata-se de uma espécie presente no território português, nomeadamente em Portugal Continental, no Arquipélago dos Açores e no Arquipélago da Madeira.
Em termos de naturalidade é nativa de Portugal Continental e Arquipélago da Madeira e introduzida no arquipélago dos Açores.

## Protecção
Não se encontra protegida por legislação portuguesa ou da Comunidade Europeia.